# اوپند
اوپند (به هلندی: Opende) یک منطقهٔ مسکونی در هلند است که در خروته‌خاست واقع شده‌است. اوپند ۱۵٫۱۳ کیلومتر مربع مساحت و ۲٬۸۶۵ نفر جمعیت دارد.